# Viktoria Pilsen
Der FC Viktoria Pilsen, offiziell FC Viktoria Plzeň a.s., ist ein tschechischer Fußballklub aus der westböhmischen Stadt Pilsen. Er spielt in der ersten tschechischen Liga (Fortuna Liga). Gegründet wurde er 1911 als SK Viktoria Plzeň. Viktoria wurde 2011, 2013, 2015, 2016, 2018 und 2022 Tschechischer Meister.

## Vereinsgeschichte
Viktoria Pilsen stieg erstmals 1931 in die höchste tschechoslowakische Spielklasse auf und konnte sich dort bis 1938 halten. Beste Platzierung war ein dritter Rang 1933. Ein erneuter Aufstieg gelang 1945, 1952 folgte der Abstieg, erneut war der dritte Platz in der Spielzeit 1947 das beste Resultat. Weitere Gastspiele gab Pilsen 1961/62, 1962/63, 1967/68 und 1970/71.
In dieser Saison gewann der Verein den tschechischen Pokalwettbewerb. Im Finalhinspiel reichte es zu Hause nur zu einem Unentschieden gegen die B-Mannschaft von Sparta Prag. Als nach einem 3:3 im Rückspiel in Prag auch das Elfmeterschießen 5:5 endete, bestimmte das Los Škoda Plzeň zum Sieger. Im Finale des tschechoslowakischen Pokals war Škoda Plzeň zwar chancenlos gegen Spartak Trnava, da aber die Slowaken auch Meister geworden waren, hatte Škoda Plzeň das Recht, als unterlegener Finalist im Europapokal der Pokalsieger zu starten, und das als Zweitligist. Gegner in der ersten Runde war der FC Bayern München. In Pilsen gewann die Elf um Franz Beckenbauer 1:0, im Rückspiel besiegte der FC Bayern Škoda Plzeň deutlich mit 6:1.
Erst ab 1972 konnte sich Škoda Plzeň etwas länger in der 1. Liga etablieren, der nächste Abstieg folgte 1980. 1985 war der Verein wieder in der 1. Liga. Dem Abstieg folgte der sofortige Wiederaufstieg 1988 und diesem erneut der umgehende Abstieg.
1993 qualifizierte sich Viktoria Pilsen als Dritter der 2. Liga für die tschechische 1. Liga, in deren Premierensaison das Team einen hervorragenden fünften Platz belegte. Nach verschiedenen Mittelfeldplatzierungen kam 1999 der Abstieg in die 2. Liga. Wie Mitte der 1980er wurde Pilsen zu einer Fahrstuhlmannschaft. 2000 stieg die Mannschaft auf, nur um umgehend wieder abzusteigen. Der nächste Aufstieg folgte 2003, aber auch dieses Mal konnte sich Viktoria nur eine Saison im Oberhaus halten.
2005 schaffte der Verein unverhofft den nächsten Aufstieg. Nach dem Rückzug des 1. FK Drnovice aus der 1. Liga reichte ein dritter Platz, um sich für die Gambrinus-Liga zu qualifizieren. In der Saison 2009/10 qualifizierte sich der Verein als tschechischer Pokalsieger für die 3. Qualifikationsrunde zur UEFA Europa League 2010/11. Dort scheiterte man jedoch an der türkischen Mannschaft von Beşiktaş Istanbul. 2010 übernahm der Unternehmer Tomáš Paclík die Eigentumsrechte an dem Verein. In der Spielzeit 2010/11 wurde Viktoria Pilsen erstmals tschechischer Fußballmeister. Eine wichtige Rolle spielten dabei der Kapitän und Spielmacher Pavel Horváth und Trainer Pavel Vrba. Beide gelten als Vereinslegenden.
Als Meister startete Viktoria Pilsen in der zweiten Qualifikationsrunde der UEFA Champions League und schied nach einem dritten Platz in der Champions-League-Gruppenphase im Sechzehntelfinale der UEFA Europa League aus, 2012/13 erst im Achtelfinale. Viktoria Pilsen wurde in der Saison 2012/13 erneut tschechischer Meister und schied in der folgenden Saison nach der Gruppenphase aus der Champions League aus. In der Saison 2013/14 wurde Viktoria Pilsen Vizemeister und erreichte das Pokalfinale; in beiden Wettbewerben hatte man gegen Sparta Prag das Nachsehen. In der Saison 2014/15 schied die Mannschaft in der 3. Qualifikationsrunde zur Europa League aus. 2014/15 wurde man erneut Meister. Nachdem es Miroslav Koubek nicht gelungen war, sich mit dem Team für die Gruppenphase der Champions League zu qualifizieren und auch die Ergebnisse in der Liga nicht den Vorstellungen entsprechen, kam es zu einer Entlassung und Karel Krejčí wurde als neuer Trainer vorgestellt. Auf Anhieb gelang ihm die Qualifikation für die Gruppenphase der Europa League, nachdem man in den Play-offs FK Vojvodina Novi Sad rauswarf. Dort schieden die Pilsner als Gruppendritter aus.
Zum Ende der Saison 2015/16 gelang Viktoria Pilsen der Gewinn der Meisterschaft und setzte sich daraufhin in der dritten Qualifikationsrunde zur UEFA Champions League gegen Qarabağ Ağdam durch, schied allerdings in den Play-offs gegen Ludogorez Rasgrad aus. In der Gruppenphase der UEFA Europa League schied Viktoria Pilsen erneut als Gruppendritter aus. In der Liga wurden die Pilsner Vizemeister hinter Slavia Prag und schieden daraufhin in der dritten Qualifikationsrunde zur UEFA Champions League gegen den FCSB Bukarest aus, setzten sich in den Play-offs zur UEFA Europa League gegen AEK Larnaka durch. In der Folge wurden sie Gruppensieger und schieden erst im Achtelfinale gegen Sporting Lissabon aus.
2018 wurde Viktoria Pilsen erneut Meister und qualifizierte sich durch die Platzierung der tschechischen Liga in der UEFA-Fünfjahreswertung direkt für die Gruppenphase der UEFA Champions League. Dabei schieden die Pilsner als Gruppendritter hinter Titelverteidiger Real Madrid und dem Vorjahreshalbfinalisten AS Rom aus, nahmen allerdings am Sechzehntelfinale der UEFA Europa League teil und schieden dort gegen Dinamo Zagreb aus. 2019 musste Viktoria Pilsen im Meisterschaftskampf erneut Slavia Prag den Vortritt lassen. In weiterer Folge ging erst gegen Olympiakos Piräus die Qualifikation zur Champions League und danach gegen Royal Antwerpen die Qualifikation zur Europa League schief.
Auch 2020 gelang nur der zweite Platz hinter Slavia Prag und aufgrund der COVID-19-Pandemie wurde jede Qualifikationsrunde auf nur ein Spiel reduziert. Dabei scheiterte Pilsen in der Champions-League-Qualifikation mit 1:3 an AZ Alkmaar. In der Europa-League-Qualifikation feierte man einen 3:0-Sieg gegen den dänischen Verein SønderjyskE, doch das Play-off ging mit 0:1 gegen Hapoel Beer Sheva verloren.
2021 beendete Pilsen die Liga nur auf Platz 5 und damit auf dem schlechtesten Rang seit über 15 Jahren. Damit durfte Pilsen aber zumindest in der 2. Qualifikationsrunde der damals neu gegründeten UEFA Europa Conference League teilnehmen. Nach den Spielen gegen Dynamo Brest und The New Saints war in den Play-offs gegen CSKA Sofia Schluss.
2022 wurde Pilsen zum sechsten Mal in der Vereinsgeschichte Meister und durfte damit wieder an der Champions-League-Qualifikation mitwirken. Nach den Spielen gegen HJK Helsinki, Sheriff Tiraspol und Qarabağ Ağdam qualifizierte sich Pilsen erfolgreich für die Gruppenphase, die aber ohne Punkt auf dem letzten Platz beendet wurde.
2023 erreichte Pilsen weit hinter den beiden Prager Klubs den dritten Platz, durfte damit aber noch an der Qualifikation zur Europa Conference League teilnehmen. Gegen KF Drita, Gżira United und Tobyl Qostanai war diese gelungen, anschließend beendete Pilsen auch die Gruppenphase mit dem Maximum von 18 Punkten auf dem ersten Platz. Der Klub durfte daher direkt ins Achtelfinale, wo man Servette Genf nach zwei torlosen Unentschieden im Elfmeterschießen schlug. Auch im Viertelfinale gegen den AC Florenz blieb Pilsen ohne Tor, das Rückspiel in Italien ging nach Verlängerung mit 0:2 verloren.

## Erfolge

### National
- Tschechischer Fußballmeister (6): 2011, 2013, 2015, 2016, 2018, 2022
- Tschechischer Pokalsieger (2): 1971, 2010
- Tschechischer Pokalfinalist (6): 1943, 1944, 1979, 2014, 2021, 2024
- Tschechischer Supercupsieger (2): 2011, 2015
- Tschechischer Supercupfinalist: 2010, 2013, 2014

### International
- Achtelfinale Mitropapokal 1935
- Viertelfinale Mitropapokal 1971
- Erreichen der Endrunde der UEFA Champions League: 2011/12, 2013/14, 2018/19, 2022/23

## Europapokalbilanz
| Saison  | Wettbewerb                    | Runde                  | Gegner                      | Gesamt          | Hin           | Rück          |
| ------- | ----------------------------- | ---------------------- | --------------------------- | --------------- | ------------- | ------------- |
| 1971/72 | Europapokal der Pokalsieger   | 1. Runde               | FC Bayern München           | 1:7             | 0:1 (A)       | 1:6 (H)       |
| 2010/11 | UEFA Europa League            | 3. Qualifikationsrunde | Beşiktaş Istanbul           | 1:4             | 1:1 (H)       | 0:3 (A)       |
| 2011/12 | UEFA Champions League         | 2. Qualifikationsrunde | FC Pjunik Jerewan           | 9:1             | 4:0 (A)       | 5:1 (H)       |
| 2011/12 | UEFA Champions League         | 3. Qualifikationsrunde | Rosenborg Trondheim         | 4:2             | 1:0 (A)       | 3:2 (H)       |
| 2011/12 | UEFA Champions League         | Play-offs              | FC Kopenhagen               | 5:2             | 3:1 (A)       | 2:1 (H)       |
| 2011/12 | UEFA Champions League         | Gruppenphase           | BATE Baryssau               | 2:1             | 1:1 (H)       | 1:0 (A)       |
| 2011/12 | UEFA Champions League         | Gruppenphase           | AC Mailand                  | 2:4             | 0:2 (A)       | 2:2 (H)       |
| 2011/12 | UEFA Champions League         | Gruppenphase           | FC Barcelona                | 0:6             | 0:2 (A)       | 0:4 (H)       |
| 2011/12 | UEFA Europa League            | Sechzehntelfinale      | FC Schalke 04               | 2:4             | 1:1 (H)       | 1:3 n. V. (A) |
| 2012/13 | UEFA Europa League            | 2. Qualifikationsrunde | Metalurgi Rustawi           | 5:1             | 2:0 (A)       | 3:1 (H)       |
| 2012/13 | UEFA Europa League            | 3. Qualifikationsrunde | Ruch Chorzów                | 7:0             | 2:0 (A)       | 5:0 (H)       |
| 2012/13 | UEFA Europa League            | Play-offs              | Sporting Lokeren            | (a)2:2(a)       | 1:2 (A)       | 1:0 (H)       |
| 2012/13 | UEFA Europa League            | Gruppenphase           | Académica de Coimbra        | 4:2             | 3:1 (H)       | 1:1 (A)       |
| 2012/13 | UEFA Europa League            | Gruppenphase           | Atlético Madrid             | 1:1             | 0:1 (A)       | 1:0 (H)       |
| 2012/13 | UEFA Europa League            | Gruppenphase           | Hapoel Tel Aviv             | 6:1             | 2:1 (A)       | 4:0 (H)       |
| 2012/13 | UEFA Europa League            | Sechzehntelfinale      | SSC Neapel                  | 5:0             | 3:0 (A)       | 2:0 (H)       |
| 2012/13 | UEFA Europa League            | Achtelfinale           | Fenerbahçe Istanbul         | 1:2             | 0:1 (H)       | 1:1 (A)       |
| 2013/14 | UEFA Champions League         | 2. Qualifikationsrunde | FK Željezničar Sarajevo     | 6:4             | 4:3 (H)       | 2:1 (A)       |
| 2013/14 | UEFA Champions League         | 3. Qualifikationsrunde | JK Nõmme Kalju              | 10:20           | 4:0 (A)       | 6:2 (H)       |
| 2013/14 | UEFA Champions League         | Play-offs              | NK Maribor                  | 4:1             | 3:1 (H)       | 1:0 (A)       |
| 2013/14 | UEFA Champions League         | Gruppenphase           | Manchester City             | 2:7             | 0:3 (H)       | 2:4 (A)       |
| 2013/14 | UEFA Champions League         | Gruppenphase           | FC Bayern München           | 0:6             | 0:5 (A)       | 0:1 (H)       |
| 2013/14 | UEFA Champions League         | Gruppenphase           | ZSKA Moskau                 | 4:4             | 2:3 (A)       | 2:1 (H)       |
| 2013/14 | UEFA Europa League            | Sechzehntelfinale      | Schachtar Donezk            | 3:2             | 1:1 (H)       | 2:1 (A)       |
| 2013/14 | UEFA Europa League            | Achtelfinale           | Olympique Lyon              | 3:5             | 1:4 (A)       | 2:1 (H)       |
| 2014/15 | UEFA Europa League            | 3. Qualifikationsrunde | Petrolul Ploiești           | 2:5             | 1:1 (A)       | 1:4 (H)       |
| 2015/16 | UEFA Champions League         | 3. Qualifikationsrunde | Maccabi Tel Aviv            | 2:3             | 2:1 (A)       | 0:2 (H)       |
| 2015/16 | UEFA Europa League            | Play-offs              | FK Vojvodina Novi Sad       | 5:0             | 3:0 (H)       | 2:0 (A)       |
| 2015/16 | UEFA Europa League            | Gruppenphase           | FK Dinamo Minsk             | 2:1             | 2:0 (H)       | 0:1 (A)       |
| 2015/16 | UEFA Europa League            | Gruppenphase           | FC Villarreal               | 3:4             | 0:1 (A)       | 3:3 (H)       |
| 2015/16 | UEFA Europa League            | Gruppenphase           | SK Rapid Wien               | 3:5             | 2:3 (A)       | 1:2 (H)       |
| 2016/17 | UEFA Champions League         | 3. Qualifikationsrunde | FK Qarabağ Ağdam            | (a)1:1(a)       | 0:0 (H)       | 1:1 (A)       |
| 2016/17 | UEFA Champions League         | Play-offs              | Ludogorez Rasgrad           | 2:4             | 0:2 (A)       | 2:2 (H)       |
| 2016/17 | UEFA Europa League            | Gruppenphase           | AS Rom                      | 2:5             | 1:1 (H)       | 1:4 (A)       |
| 2016/17 | UEFA Europa League            | Gruppenphase           | FK Austria Wien             | 3:2             | 0:0 (A)       | 3:2 (H)       |
| 2016/17 | UEFA Europa League            | Gruppenphase           | Astra Giurgiu               | 2:3             | 1:2 (H)       | 1:1 (A)       |
| 2017/18 | UEFA Champions League         | 3. Qualifikationsrunde | FCSB Bukarest               | 3:6             | 2:2 (A)       | 1:4 (H)       |
| 2017/18 | UEFA Europa League            | Play-offs              | AEK Larnaka                 | 3:1             | 3:1 (H)       | 0:0 (A)       |
| 2017/18 | UEFA Europa League            | Gruppenphase           | FCSB Bukarest               | 2:3             | 0:3 (A)       | 2:0 (H)       |
| 2017/18 | UEFA Europa League            | Gruppenphase           | Hapoel Be’er Scheva         | 5:1             | 3:1 (H)       | 2:0 (A)       |
| 2017/18 | UEFA Europa League            | Gruppenphase           | FC Lugano                   | 6:4             | 2:3 (A)       | 4:1 (H)       |
| 2017/18 | UEFA Europa League            | Sechzehntelfinale      | FK Partizan Belgrad         | 3:1             | 1:1 (A)       | 2:0 (H)       |
| 2017/18 | UEFA Europa League            | Achtelfinale           | Sporting Lissabon           | 2:3             | 0:2 (A)       | 2:1 n. V. (H) |
| 2018/19 | UEFA Champions League         | Gruppenphase           | PFK ZSKA Moskau             | 4:3             | 2:2 (H)       | 2:1 (A)       |
| 2018/19 | UEFA Champions League         | Gruppenphase           | AS Rom                      | 2:6             | 0:5 (A)       | 2:1 (H)       |
| 2018/19 | UEFA Champions League         | Gruppenphase           | Real Madrid                 | 1:7             | 1:2 (A)       | 0:5 (H)       |
| 2018/19 | UEFA Europa League            | Sechzehntelfinale      | Dinamo Zagreb               | 2:4             | 2:1 (H)       | 0:3 (A)       |
| 2019/20 | UEFA Champions League         | 2. Qualifikationsrunde | Olympiakos Piräus           | 0:4             | 0:0 (H)       | 0:4 (A)       |
| 2019/20 | UEFA Europa League            | 3. Qualifikationsrunde | Royal Antwerpen             | (a)2:2(a)       | 0:1 (A)       | 2:1 n. V. (H) |
| 2020/21 | UEFA Champions League         | 2. Qualifikationsrunde | AZ Alkmaar                  | 1:3             | 1:3 n. V. (A) | 1:3 n. V. (A) |
| 2020/21 | UEFA Europa League            | 3. Qualifikationsrunde | SønderjyskE Fodbold         | 3:0             | 3:0 (H)       | 3:0 (H)       |
| 2020/21 | UEFA Europa League            | Play-offs              | Hapoel Be’er Scheva         | 0:1             | 0:1 (A)       | 0:1 (A)       |
| 2021/22 | UEFA Europa Conference League | 2. Qualifikationsrunde | FK Dinamo Brest             | 4:2             | 2:1 (H)       | 2:1 (A)       |
| 2021/22 | UEFA Europa Conference League | 3. Qualifikationsrunde | The New Saints FC           | 5:5 (4:1 i. E.) | 2:4 (A)       | 3:1 n. V. (A) |
| 2021/22 | UEFA Europa Conference League | Play-offs              | ZSKA Sofia                  | 2:3             | 2:0 (H)       | 0:3 n. V. (A) |
| 2022/23 | UEFA Champions League         | 2. Qualifikationsrunde | HJK Helsinki                | 7:1             | 2:1 (A)       | 5:0 (H)       |
| 2022/23 | UEFA Champions League         | 3. Qualifikationsrunde | Sheriff Tiraspol            | 4:2             | 2:1 (A)       | 2:1 (H)       |
| 2022/23 | UEFA Champions League         | Play-offs              | Qarabağ Ağdam               | 2:1             | 0:0 (A)       | 2:1 (H)       |
| 2022/23 | UEFA Champions League         | Gruppenphase           | FC Barcelona                | 3:9             | 1:5 (A)       | 2:4 (H)       |
| 2022/23 | UEFA Champions League         | Gruppenphase           | Inter Mailand               | 0:6             | 0:2 (H)       | 0:4 (A)       |
| 2022/23 | UEFA Champions League         | Gruppenphase           | FC Bayern München           | 2:9             | 0:5 (A)       | 2:4 (H)       |
| 2023/24 | UEFA Europa Conference League | 2. Qualifikationsrunde | KF Drita                    | 2:1             | 0:0 (H)       | 2:1 (A)       |
| 2023/24 | UEFA Europa Conference League | 3. Qualifikationsrunde | Gżira United                | 6:0             | 4:0 (H)       | 2:0 (A)       |
| 2023/24 | UEFA Europa Conference League | Play-offs              | Tobyl Qostanai              | 5:1             | 2:1 (A)       | 3:0 (H)       |
| 2023/24 | UEFA Europa Conference League | Gruppenphase           | KF Ballkani                 | 2:0             | 1:0 (H)       | 1:0 (A)       |
| 2023/24 | UEFA Europa Conference League | Gruppenphase           | FK Astana                   | 5:1             | 2:1 (A)       | 3:0 (H)       |
| 2023/24 | UEFA Europa Conference League | Gruppenphase           | Dinamo Zagreb               | 2:0             | 1:0 (A)       | 1:0 (H)       |
| 2023/24 | UEFA Europa Conference League | Achtelfinale           | Servette FC                 | 0:0 (3:1 i. E.) | 0:0 (A)       | 0:0 n. V. (H) |
| 2023/24 | UEFA Europa Conference League | Viertelfinale          | AC Florenz                  | 0:2             | 0:0 (H)       | 0:2 n. V. (A) |
| 2024/25 | UEFA Europa League            | 3. Qualifikationsrunde | Krywbas Krywyj Rih          | 3:1             | 2:1 (A)       | 1:0 (H)       |
| 2024/25 | UEFA Europa League            | Play-offs              | Heart of Midlothian         | 2:0             | 1:0 (H)       | 1:0 (A)       |
| 2024/25 | UEFA Europa League            | Ligaphase              | Eintracht Frankfurt         | 3:3             | 3:3 (A)       | 3:3 (A)       |
| 2024/25 | UEFA Europa League            | Ligaphase              | Ludogorez Rasgrad           | 0:0             | 0:0 (H)       | 0:0 (H)       |
| 2024/25 | UEFA Europa League            | Ligaphase              | PAOK Thessaloniki           | 2:2             | 2:2 (A)       | 2:2 (A)       |
| 2024/25 | UEFA Europa League            | Ligaphase              | Real Sociedad San Sebastián | 2:1             | 2:1 (H)       | 2:1 (H)       |
| 2024/25 | UEFA Europa League            | Ligaphase              | Dynamo Kiew                 | 1:2             | 1:2 (A)       | 1:2 (A)       |
| 2024/25 | UEFA Europa League            | Ligaphase              | Manchester United           | 1:2             | 1:2 (H)       | 1:2 (H)       |
| 2024/25 | UEFA Europa League            | Ligaphase              | RSC Anderlecht              | 2:0             | 2:0 (H)       | 2:0 (H)       |
| 2024/25 | UEFA Europa League            | Ligaphase              | Athletic Bilbao             | 1:3             | 1:3 (A)       | 1:3 (A)       |
| 2024/25 | UEFA Europa League            | Play-offs              | Ferencváros Budapest        | 3:1             | 0:1 (A)       | 3:0 (H)       |
| 2024/25 | UEFA Europa League            | Achtelfinale           | Lazio Rom                   | 2:3             | 1:2 (H)       | 1:1 (A)       |
| 2025/26 | UEFA Champions League         | 2. Qualifikationsrunde | Servette FC                 | 3:2             | 0:1 (H)       | 3:1 (A)       |
| 2025/26 | UEFA Champions League         | 3. Qualifikationsrunde | Glasgow Rangers             | 2:4             | 0:3 (A)       | 2:1 (H)       |

Gesamtbilanz: 155 Spiele, 73 Siege, 28 Unentschieden, 54 Niederlagen, 236:224 Tore (Tordifferenz +12)

## Aktueller Kader 2024/25
Stand: 24. Juli 2025
| Nr.        | Nat.                                    | Name               | Geburtstag | im Verein seit | Vertrag bis | Letzter Verein        |
| Tor        | Tor                                     | Tor                | Tor        | Tor            | Tor         | Tor                   |
| ---------- | --------------------------------------- | ------------------ | ---------- | -------------- | ----------- | --------------------- |
| 13         | Slowakei                                | Marián Tvrdoň      | 18.08.1994 | 2021           | 2026        | FK Ústí nad Labem     |
| 15         | Tschechien                              | Matyáš Šilhavý     | 06.03.2007 | 2024           |             | FC Viktoria Pilsen    |
| 23         | Tschechien                              | Martin Jedlička    | 24.01.1998 | 2022           | 2027        | Bohemians Prag 1905   |
| 44         | Osterreich                              | Florian Wiegele    | 21.03.2001 | 2024           | 2027        | Grazer AK             |
| Abwehr     |                                         |                    |            |                |             |                       |
| 02         | Tschechien                              | Lukáš Hejda        | 09.03.1990 | 2012           | 2026        | Sparta Prag           |
| 03         | Serbien Bosnien und Herzegowina         | Svetozar Marković  | 23.03.2000 | 2024           | 2027        | Partizan Belgrad      |
| 05         | Tschechien                              | Karel Spacil       | 18.05.2003 | 2025           | 2028        | Hradec Králové        |
| 14         | Irak Deutschland                        | Merchas Doski      | 07.12.1999 | 2025           | 2027        | 1. FC Slovácko        |
| 21         | Tschechien                              | Václav Jemelka     | 23.06.1995 | 2022           | 2027        | SK Sigma Olmütz       |
| 22         | Tschechien                              | Jan Paluska        | 23.06.2005 | 2025           | 2027        | FC Viktoria Pilsen    |
| 40         | Liberia                                 | Sampson Dweh       | 10.10.2001 | 2023           | 2027        | MFK Vyskov            |
| Mittelfeld |                                         |                    |            |                |             |                       |
| 06         | Tschechien                              | Lukáš Červ         | 10.04.2001 | 2024           | 2027        | Slavia Prag           |
| 9          | Tschechien                              | Denis Visinsky     | 21.03.2003 | 2025           | 2028        | Slovan Liberec        |
| 10         | Tschechien                              | Jan Kopic          | 04.06.1990 | 2015           | 2026        | FK Jablonec           |
| 19         | Frankreich                              | Cheick Souaré      | 03.09.2002 | 2024           | 2027        | MFK Vyskov            |
| 20         | Tschechien                              | Jiří Panoš         | 15.11.2007 | 2023           |             | FC Viktoria Pilsen    |
| 24         | Tschechien                              | Milan Havel        | 07.08.1994 | 2017           | 2027        | Bohemians Prag 1905   |
| 29         | Tschechien                              | Tom Slončík        | 21.12.2004 | 2024           | 2028        | Hradec Králové        |
| 31         | Tschechien                              | Pavel Šulc         | 29.12.2000 | 2020           | 2026        | FK Jablonec           |
| 32         | Tschechien                              | Matěj Valenta      | 09.02.2000 | 2024           | 2027        | Slavia Prag           |
| 85         | Slowenien                               | Adrian Zeljkovic   | 19.08.2002 | 2025           | 2029        | Spartak Trnava        |
| Sturm      |                                         |                    |            |                |             |                       |
| 7          | Tschechien Kongo Demokratische Republik | Christophe Kabongo | 27.08.2003 | 2024           | 2028        | Lommel SK             |
| 11         | Tschechien                              | Matěj Vydra        | 01.05.1992 | 2023           | 2026        | FC Burnley            |
| 17         | Nigeria                                 | Rafiu Durosinmi    | 01.01.2003 | 2023           | 2026        | FC Karviná            |
| 18         | Tschechien                              | Tomas Ladra        | 24.04.1997 | 2025           | 2028        | Mladá Boleslav        |
| 80         | Ghana                                   | Prince Kwabena Adu | 23.09.2003 | 2024           | 2027        | FC Kryvbas Kryvyi Rig |
| 99         | Bosnien und Herzegowina                 | Amar Memic         | 20.01.2001 | 2025           | 2027        | FC Karviná            |

## Trainer
Eine chronologische Übersicht über alle Trainer des Vereins seit 1969.
| Amtszeit  | Nat.                    | Trainer           |
| --------- | ----------------------- | ----------------- |
| 1961–1962 | Ungarn Tschechoslowakei | Ferenc Szedlacsek |
| …         |                         |                   |
| 1969–1970 | Tschechoslowakei        | Karel Kolský      |
| …         |                         |                   |
| 1978–1979 | Tschechien              | Svatopluk Pluskal |
| …         |                         |                   |
| 1980–1981 | Tschechien              | Svatopluk Pluskal |
| 1981–1984 | Tschechien              | František Plass   |
| …         |                         |                   |
| 1995–1996 | Tschechien              | Jaroslav Hřebík   |
| …         |                         |                   |
| 1997–1999 | Tschechien              | Petr Uličný       |
| …         |                         |                   |
| 2003–2004 | Tschechien              | František Cipro   |

| Amtszeit  | Nat.       | Trainer            |
| --------- | ---------- | ------------------ |
| 2004–2005 | Tschechien | Martin Pulpit      |
| …         |            |                    |
| 2006–2008 | Tschechien | Stanislav Levý     |
| 2008      | Tschechien | Jaroslav Šilhavý   |
| 2008–2013 | Tschechien | Pavel Vrba         |
| 2013–2014 | Tschechien | Dušan Uhrin junior |
| …         |            |                    |
| 2016–2017 | Slowakei   | Roman Pivarník     |
| 2017–2019 | Tschechien | Pavel Vrba         |
| 2020–2021 | Slowakei   | Adrian Gula        |
| 2021–2023 | Tschechien | Michal Bílek       |
| seit 2023 | Tschechien | Miroslav Koubek    |

## Spieler
- Stanislav Štrunc (1961–1965, 1972–1977)
- František Plass (1963–1976)
- Tomáš Heřman (1992–1998)
- Vladimír Darida (1995–2010) Jugend, (2010–2013) Spieler

## Vereinsnamen
Der Klub wurde 1911 als SK Viktoria Plzeň gegründet. Umbenennungen gab es 1949 in Sokol Škoda Plzeň, 1952 in Sokol ZVIL Plzeň, 1953 in DSO Spartak LZ Plzeň, 1962 in TJ Spartak LZ Plzeň, 1965 in TJ Škoda Plzeň, 1981 in TJ Škoda Plzeň – fotbal und 1992 in FC Viktoria Plzeň.